# Louis-Antoine Macarel
Louis-Antoine Macarel (Orléans, 20 gennaio 1790 – Parigi, 24 marzo 1851) è stato un giurista, avvocato e consigliere di Stato francese.
È stato uno dei primi studiosi del diritto amministrativo.

## Biografia
Suo padre era un consigliere presso la Corte di Orleans. Avvocato, professore di diritto e consigliere di Stato, è stato uno dei fondatori della scienza e della formazione del diritto amministrativo.
Nel 1821 creò la le Recueil des Arrêts du Conseil ou Ordonnances Royales rendues en Conseil d'État, sur toutes les matières du contentieux de l'administration, una grande raccolta sui provvedimenti amministrativi francesi fino ad allora emanati. Questa sarà continuata dai suoi colleghi e successori, tra cui Felix Lebon, come compendio delle decisioni del Consiglio di Stato.
Iniziato nel 1818, nel 1828 con la trattazione sui Tribunali Amministrativi completò il libro Éléments de Jurisprudence administrative.
Nel 1828 assunse la cattedra di Diritto amministrativo presso l' École de droit e nel 1830 fu nominato membro del Consigliere di Stato.
Nel 1833 pubblica a Parigi Éléments de droit politique.
Nel 1849 fu eletto come membro dell'Assemblea nazionale legislativa francese e Presidente della Sezione Amministrativa.